# Kapokovec
Kapokovec (znanstveno ime Ceiba pentandra) je samoraslo drevo tropskega sveta iz družine slezenovk.

## Opis
Kapokovec je veliko drevo, ki lahko doseže višino do 70 metrov in ima obsežno deblo, ki ima na bazi dolge podporne korenine in lahko doseže preko 3 metre v premeru. Veje drevesa so močne, debele in skoraj vodoravne, kar mu daje široko krošnjo. 
Listi so veliki in dlanasto sestavljeni iz 5–7 celerobnih lističev, ki lahko dosežejo do 20 cm v dolžino. Cvetovi so beli in veliki, rastejo v šopih in imajo čašo iz zraslih listov in podolgovate venčne liste iz katerih gleda 3–15 prašnikov.
Plod je podolgovata usnjata štruca, dolga tudi preko 10 centimetrov, ki vsebuje številna rjava jajčasta semena, ki jih obdajajo gosti, lahko vnetljivi kosmi, podobni bombažu. Iz teh vlaken izdelujejo nekakšno naravno volno, imenovano kapok, ki se uporablja za polnjenje blazin in pohištva in je ni mogoče presti.

## Razširjenost in uporabnost
Drevo je samoraslo povsod v tropih od Srednje in Južne Amerike preko Afrike pa vse do Azije in otokov Tihega oceana. V sušnejših področjih je drevo listopadno, drugod pa je vednozeleno. Kapokovec je simbol Portorika.
Les drevesa je izredno lahek in vsestransko uporaben, drevo samo pa gojijo bolj zaradi kapoka kot zaradi lesa. Kapokovec se razmnožuje s semeni, rastlina pa raste hitro. Danes največ kapokovcev gojijo na Javi, Filipinih in v Maleziji.